# Ma Xiaochun
Ma Xiaochun (馬暁春S, Mǎ XiǎochūnP; Shengzhou, 26 agosto 1964) è un goista cinese.

## Biografia
Nato a Shengzhou, nello Zhejiang, iniziò a giocare a Go all'età di nove anni e nel 1982 fu promosso 7 dan. L'anno seguente divenne 9 dan in seguito alla vittoria del World Amateur Go Championship.
In seguito a questi successi divenne un giocatore professionista e da allora si è aggiudicato 54 tornei, primo posto di sempre per i giocatori cinesi. Salì alla ribalta a livello internazionale dopo sei incontri contro Kōichi Kobayashi; nel 1995 ottenne due titoli internazionali, la Tong Yang Cup disputata in Corea del Sud e vinta sconfiggendo il cinese Nie Weiping, e la Fujitsu Cup disputata in Giappone, sconfiggendo il giapponese Kōichi Kobayashi, ma l'anno successivo li perse entrambi per mano del sudcoreano Lee Chang-ho.
Ha difeso il titolo di Mingren per 13 anni consecutivi, seconda prestazione di sempre in un singolo torneo dopo le 16 conquiste del Paewang da parte di Cho Hun-hyun.

## Palmarès
| Nazionali               | Nazionali                            | Nazionali            |
| Tornei                  | Vittorie                             | Finalista            |
| ----------------------- | ------------------------------------ | -------------------- |
| Guoshou                 | 2 (1982, 1985)                       | 1 (1983)             |
| Campionato cinese di Go | 5 (1982, 1984, 1986, 1987, 1991)     | 2 (1980, 1981)       |
| New Sports Cup          | 2 (1984, 1985)                       | 1 (1986)             |
| Tianyuan                | 4 (1987, 1994–1996)                  | 3 (1988, 1992, 1997) |
| Mingren                 | 13 (1989–2001)                       | 1 (2002)             |
| CCTV Cup                | 6 (1989, 1991-1992, 1994-1995, 2002) | 3 (1993, 1998, 2001) |
| Shiqiang                | 2 (1990, 1992)                       | 3 (1989, 1991, 1993) |
| Qiwang                  | 4 (1991, 1993-1995)                  | 1 (2000)             |
| Daguoshou               | 2 (1993, 1994)                       |                      |
| Longshan                | 1 (1995)                             |                      |
| Rongguan Cup            | 1 (1995)                             |                      |
| Bawang Cup              | 1 (1996)                             | 1 (1997)             |
| Youqing Cup             | 1 (1996)                             | 2 (1995, 1997)       |
| Delong Yiye Cup         | 2 (1997-1998)                        |                      |
| Ahan Tongshan Cup       | 1 (1999)                             | 1 (2001)             |
| Qisheng                 |                                      | 1 (1999)             |
| Lebaishi Cup            |                                      | 1 (2000)             |
| Coppa Weifu Fangkai     |                                      | 1 (2007)             |
| Totale                  | 47                                   | 22                   |
| Continentali            |                                      |                      |
| Agon Cup Cina-Giappone  |                                      | 1 (1999)             |
| Tengen Cina-Giappone    | 3 (1994–1996)                        |                      |
| Meijin Cina-Giappone    | 2 (1992, 1994)                       | 4 (1989-1991, 1993)  |
| Totale                  | 5                                    | 5                    |
| Internazionali          |                                      |                      |
| Tong Yang Cup           | 1 (1995)                             | 1 (1996)             |
| Fujitsu Cup             | 1 (1995)                             | 2 (1996, 1999)       |
| Asian TV Cup            |                                      | 1 (1998)             |
| Samsung Fire Cup        |                                      | 1 (1998)             |
| LG Cup                  |                                      | 1 (1999)             |
| Chunlan Cup             |                                      | 1 (2000)             |
| Totale                  | 2                                    | 7                    |
| Totale in carriera      |                                      |                      |
| Totale                  | 54                                   | 34                   |